# ماهی چشم‌گاوی باله‌هلالی
ماهی چشم‌گاوی باله‌هلالی (نام علمی: Priacanthus hamrur) نام یک گونه از تیره تیبرماهیان است.

## پراکندگی
این ماهی یک گونه کمیاب است اما این گونه ماهی معمولا در هند آرام از دریای سرخ و آفریقای جنوبی تا پلی نزی فرانسه، جنوب ژاپن و استرالیا زیست می‌کند. همچنین گزارش هایی از جزیره ایستر مبنی بر دیده شدن این ماهی در این منطقه بدست رسیده است.